# Espadaea
Espadaea, monotipski rod dvosupnica iz potporodice Goetzeoideae, dio porodice Solanaceae.. Jedina vrsta je kubanski endem E. amoena, to je grm ili drvo i uglavnom raste u vlažnom tropskom biomu.
Opisan je u Historia Física Política y Natural de la Isla de Cuba, Botánica 11: 147. 1850.

## Sinonimi
- Armeniastrum Lem.; Jard. Fleur. 4: Misc. 76 (1854)
- Armeniastrum apiculatum Lem.; Jard. Fleur. 4: Misc. 78 (1854)
- Espadaea amoena var. nejasaensis Kitan.; Ann. Univ. Sofia, Fac. Biol. 64(2): 63 (1969-1970 publ. 1972)
- Espadaea apiculata (Lem.) Miers; Trans. Linn. Soc. 27: 194 (1870)
- Goetzea amoena (A.Rich.) Griseb.; Cat. Pl. Cub. 191, partim (1866)